# Reform
Reform a réginek átalakítása valamely új eszme, elv aktív keresztülvitelével. Rendszerint széles néprétegeket érintő változás vagy megújulás. Lehet vallási vagy politikai – ezen belül akár egyházpolitikai vagy pénzügyi, sőt akár műszaki is, a szabványok illetve előírások szigorítása útján megvalósuló reform is. Ami magától alakul át, vagy amin változtatnak, de nem valamely gondolat értelmében, az fejlődés vagy elzüllés, reakció vagy önkényeskedés. Ha egy már életbe léptetett elv további következményeit is megvalósítják, az fejlesztés. Főleg az állami és politikai élet terén használatos kifejezés; itt ellentéte a forradalomnak, mely az új elvet erőszakkal, a törvényes formák mellőzésével iparkodik megvalósítani. Az átfogó társadalmi, tudományos, kulturális reformok mellett megvalósulhatnak egy-egy szűkebb területre kiterjedő reformok is.